# Macalpinomyces nodiglumis
Macalpinomyces nodiglumis är en svampart som beskrevs av Vánky 2002. Macalpinomyces nodiglumis ingår i släktet Macalpinomyces och familjen Ustilaginaceae.   Inga underarter finns listade i Catalogue of Life.